# Peter Higgs
Peter Ware Higgs (Reino Unido: /ˈpiːtə ˈhɪɡz/; Newcastle upon Tyne, 29 de mayo de 1929-Edimburgo, 8 de abril de 2024), conocido como Peter Higgs, fue un físico británico que destacó por su proposición, en los años 1960, de la ruptura de la simetría en la teoría electrodébil, explicando el origen de la masa de las partículas elementales, en general, y de los bosones W y Z, en particular. El llamado mecanismo de Higgs predice la existencia de una nueva partícula, el bosón de Higgs, que a menudo se describe como «la partícula más codiciada de la física moderna». Tras el descubrimiento en el CERN en el 2012 de la partícula que lleva su nombre, recibió el Premio Nobel de Física en el 2013.

## Biografía y educación
Su padre era un ingeniero de sonido que trabajaba en la BBC. Debido a que Peter padecía un asma infantil, y en parte también al trabajo de su padre, se mudaron a varios lugares. Más tarde, a causa de la Segunda Guerra Mundial, experimentó nuevos cambios de residencia y, como consecuencia, Higgs perdió bastantes clases de la enseñanza básica, teniendo por ello mucha formación en su casa. Cuando su padre fue destinado a Bedford, Higgs se quedó con su madre en Brístol, ciudad en la que asistió a la Escuela de Gramática, donde fue inspirado por el trabajo de uno de los alumnos de la escuela, Paul Dirac, padre de la mecánica cuántica moderna.
A la edad de 17 años, Higgs se cambió a la City of London School, donde se especializó en matemáticas; después prosiguió sus estudios en el King's College de Londres, donde se graduó en Físicas con el mejor expediente y, con posterioridad, realizó un curso de posgrado y un doctorado. Llegó a ser Colaborador de investigación Senior en la Universidad de Edimburgo; después tuvo varios puestos en la University College de Londres y el Imperial College London antes de ser catedrático en matemáticas en el University College de Londres. Volvió a la Universidad de Edimburgo en 1960 a tomar posesión del puesto de catedrático en física teórica, permitiéndole establecerse en la ciudad que había disfrutado en 1949, mientras viajaba haciendo dedo hacia las Tierras Altas de Escocia, cuando era todavía un estudiante.

## Trabajos teóricos en física
Fue en Edimburgo cuando se interesó por la masa, desarrollando la idea de que las partículas no tenían masa cuando el universo comenzó, adquiriendo la misma una fracción de segundo después, como resultado de la interacción con un campo teórico, ahora conocido como el campo de Higgs. Higgs postuló que este campo permea todo el espacio, dando a todas las partículas subatómicas que interactúan con él su masa.
Mientras que el campo de Higgs se postula como el que confiere la masa a los quarks y leptones, representa solo una diminuta porción de la masa de las otras partículas subatómicas, como protones y neutrones. En ellos, los gluones, que ligan los quarks, confieren la mayoría de la masa de la partícula.
La base original del trabajo de Higgs proviene del teórico estadounidense nacido en Japón Yoichiro Nambu, de la Universidad de Chicago. Nambu propuso una teoría conocida como «ruptura espontánea de simetría electrodébil», basada en lo que se sabe que sucede en la superconductividad de la materia condensada. Sin embargo, la teoría predijo partículas sin masa (Teorema de Goldstone) cuyos resultados no fueron observados claramente en los experimentos.
Higgs escribió un artículo corto que se las arreglaba para eludir Teorema de Goldstone. y que se publicó en Physics Letters, una revista europea editada en el CERN en 1964.
Posteriormente, Higgs escribió un segundo artículo, describiendo un modelo teórico (el mecanismo de Higgs), pero fue rechazado (los editores adujeron que «no tenía relevancia obvia para la Física»). Higgs escribió un párrafo extra y mandó su artículo a Physical Review Letters, una revista americana en donde el artículo acabó siendo publicado ese mismo año. Dos físicos belgas, Robert Brout y François Englert de la Universidad Libre de Bruselas, habían alcanzado la misma conclusión de forma independiente, y el físico norteamericano Philip Warren Anderson había cuestionado también el Teorema de Goldstone.
Higgs afirmó que no le agradaba que a la partícula que lleva su nombre se la conozca también como la «partícula de Dios», ya que no era creyente aunque considera que ciencia y religión pueden ser compatibles. Este sobrenombre del bosón de Higgs se atribuye habitualmente a Leon Lederman, pero realmente es el resultado de una mala edición de las publicaciones de Lederman, ya que originalmente quiso llamarla La maldita partícula (The goddamn particle) por su dificultad en ser detectada.
En 1980 se creó una cátedra con su nombre en física teórica. Llegó a ser miembro de la Royal Society en 1983 y miembro del Institute of Physics en 1991. Se retiró en 1996 siendo profesor emérito en la Universidad de Edimburgo.[cita requerida]

## Descubrimiento del bosón de Higgs

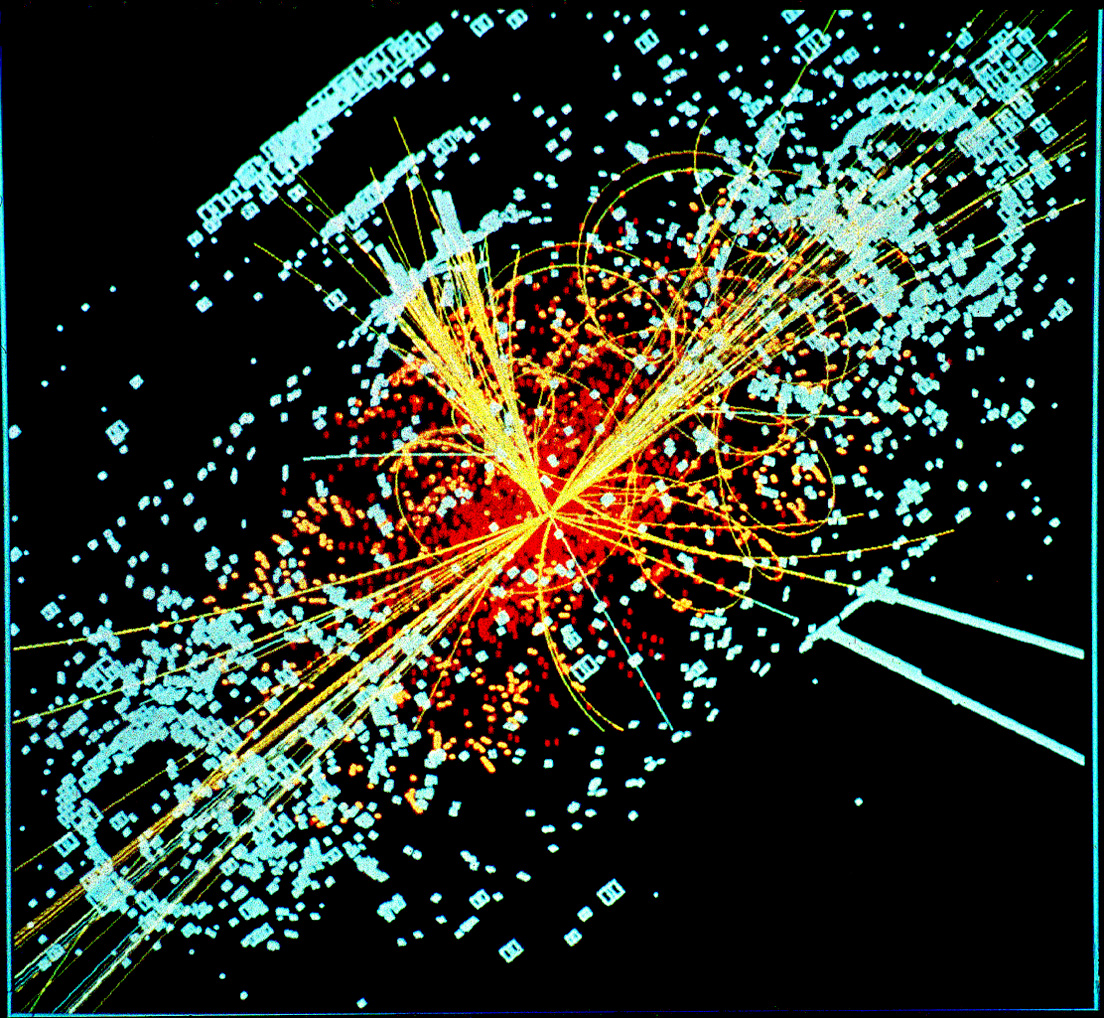
Una traza hipotética del bosón de Higgs en una colisión simulada de protón-protón

El 4 de julio de 2012, la Organización Europea para la Investigación Nuclear (CERN) hizo público el descubrimiento de una nueva partícula subatómica que confirma con más de un 99 % de probabilidad la existencia del bosón de Higgs, conocido popularmente como la «partícula de Dios», un hallazgo fundamental para explicar por qué existe la materia tal y como la conocemos. ATLAS, uno de los dos experimentos del CERN que busca el bosón de Higgs, ha confirmado la observación de una nueva partícula, con un nivel de confianza estadística de 6 sigma (superior al 99.99994 %), en la región de masas de alrededor de 125 GeV. Esta medición implica que la probabilidad de error es de una en tres millones, una cifra que oficialmente es suficiente para dar por confirmado un descubrimiento.

## Impacto en la comunidad científica
El mismo día que el CERN publicó los resultados del hallazgo (4 de julio de 2012), el astrofísico británico Stephen Hawking consideró que Peter Higgs debería ganar el Premio Nobel de Física tras la comprobación de su teoría sobre el bosón que lleva su nombre.[cita requerida]
«Indican de manera contundente que hemos descubierto el bosón de Higgs», dijo Hawking en declaraciones a la BBC. «Es un resultado muy importante y Peter Higgs se merece el Nobel por este motivo», aseguró el autor de Breve historia del tiempo.[cita requerida]
«Sin embargo, hasta cierto punto para mí es una lástima que este gran avance en Física se haya logrado con experimentos que han dado resultados que no me esperaba», añadió Hawking.[cita requerida] «Por este motivo, yo hice una apuesta con el físico Gordon Kane, de la Universidad de Míchigan, a favor de que la partícula de Higgs no se encontraría. Pero parece ser que he perdido 100 dólares», confesó el astrofísico, mientras mostraba una amplia sonrisa que trasmitía su satisfacción al perder dicha apuesta.[cita requerida]
Por su parte, el presidente del Instituto de Física (IOP) del Reino Unido, Peter Knight, señaló que «el descubrimiento del bosón de Higgs es tan importante para la física como el descubrimiento del ADN lo fue para la biología». Además, señaló que este hallazgo establece el marco para «una nueva aventura en el esfuerzo por comprender la estructura del Universo».[cita requerida]
Para el científico, esta noticia fue «un logro notable. Quince años de colaboración internacional y de trabajo duro en la construcción del gran colisionador de hadrones (LHC) ha dado sus frutos», declaró.[cita requerida]
Del mismo modo, indicó que «este anuncio asegura que el Modelo Estándar es correcto y ahora se podrá empezar a explorar hasta dónde lleva esta partícula y profundizar más en el Modelo Estándar».[cita requerida]

## Premio Nobel de Física
Como ya se ha indicado, el descubrimiento del bosón de Higgs llevó al físico Stephen Hawking a señalar en el año 2012 su opinión de que Higgs debería recibir el premio Nobel de Física por su trabajo.
Un año después, fue galardonado con el premio Nobel de Física 2013, «por el descubrimiento teórico de un mecanismo que contribuye a nuestra comprensión del origen de la masa de las partículas subatómicas, y que recientemente fue confirmado a través del descubrimiento de la partícula fundamental prevista, por los experimentos ATLAS y CMS en el gran colisionador de hadrones del CERN».

## Vida personal y puntos de vista políticos
Higgs se casó con Jody Williamson, una compañera activista de la Campaña para el Desarme Nuclear (CND) en 1963. Su primer hijo nació en agosto de 1965. La familia de Higgs incluye dos hijos (Chris, un informático, y Jonny, un músico de jazz) y dos nietos. Toda la familia vive en Edimburgo.
Higgs era activista en la CND mientras estaba en Londres y más tarde en Edimburgo, pero renunció a su membresía cuando el grupo extendió su mandato de hacer campaña contra las armas nucleares a hacer campaña contra la energía nuclear también. Era miembro de Greenpeace hasta que el grupo se opuso a los organismo genéticamente modificados.
Higgs recibió en 2004 el Premio Wolf en Física (compartiéndolo con Robert Brout y François Englert), pero se negó a volar a Jerusalén para recibir el premio porque era una ocasión estatal a la que asistió el entonces presidente de Israel, Moshe Katsav, y Higgs se oponía a las acciones de Israel en Palestina.
Higgs participó activamente en la sucursal de la Asociación de Maestros Universitarios de la Universidad de Edimburgo, a través de la cual agitó por una mayor participación del personal en la gestión del departamento de física.
Higgs, que era ateo, dijo de Richard Dawkins que había adoptado una visión "fundamentalista" de los no ateos. Higgs expresó más tarde que estaba disgustado porque la partícula de Higgs es apodada la "partícula de Dios", ya que creía que el término "podría ofender o confundir a las personas que son religiosas". Por lo general, este apodo para el bosón de Higgs se atribuye a Leon Lederman, el autor del libro La partícula de Dios: si el universo es la respuesta, ¿cuál es la pregunta?, pero el nombre es el resultado de la sugerencia del editor de Lederman: Lederman que originalmente había pensado en llamarla la "maldita partícula".

## Reconocimientos
Peter Higgs fue galardonado con varios premios en reconocimiento a su trabajo, incluyendo:
- Medalla Hughes de la Real Sociedad en 1981.
- Medalla Rutherford del Institute of Physics en 1984.
- Medalla y Premio Paul Dirac del Institute of Physics en 1997, por sus contribuciones sobresalientes en el campo de la física teórica.
- Premio a la física de alta energía y física de partículas de la Sociedad Europea de Física en 1997.
- Premio Wolf en Física en 2004.
- premio Oskar Klein Memorial Lecture de la Real Academia Sueca de Ciencias en 2009.
- Premio J. J. Sakurai de física teórica de partículas de la Sociedad Americana de Física en 2010.
- Medalla única a Higgs de la Real Sociedad de Edimburgo en 2012.[13]
- Premio Internacional Nonino Man of Our Time,[13] en 2013.
- Premio Príncipe de Asturias de Investigación Científica y Técnica junto a François Englert y el CERN.
- Premio Nobel de Física en 2013, también junto a François Englert.[9]
- Medalla Copley de la Royal Society (el premio científico más antiguo del mundo) en el año 2015.[14]